# جميل حنون
جميل حنون مواليد 1 يوليو 1942 في البصرة، هو مدرب كرة قدم ولاعب كرة قدم عراقي سابق.

## المسيرة الاحترافية

### أندية لعب لها
- نادي الميناء